# Tranvía de Panamá

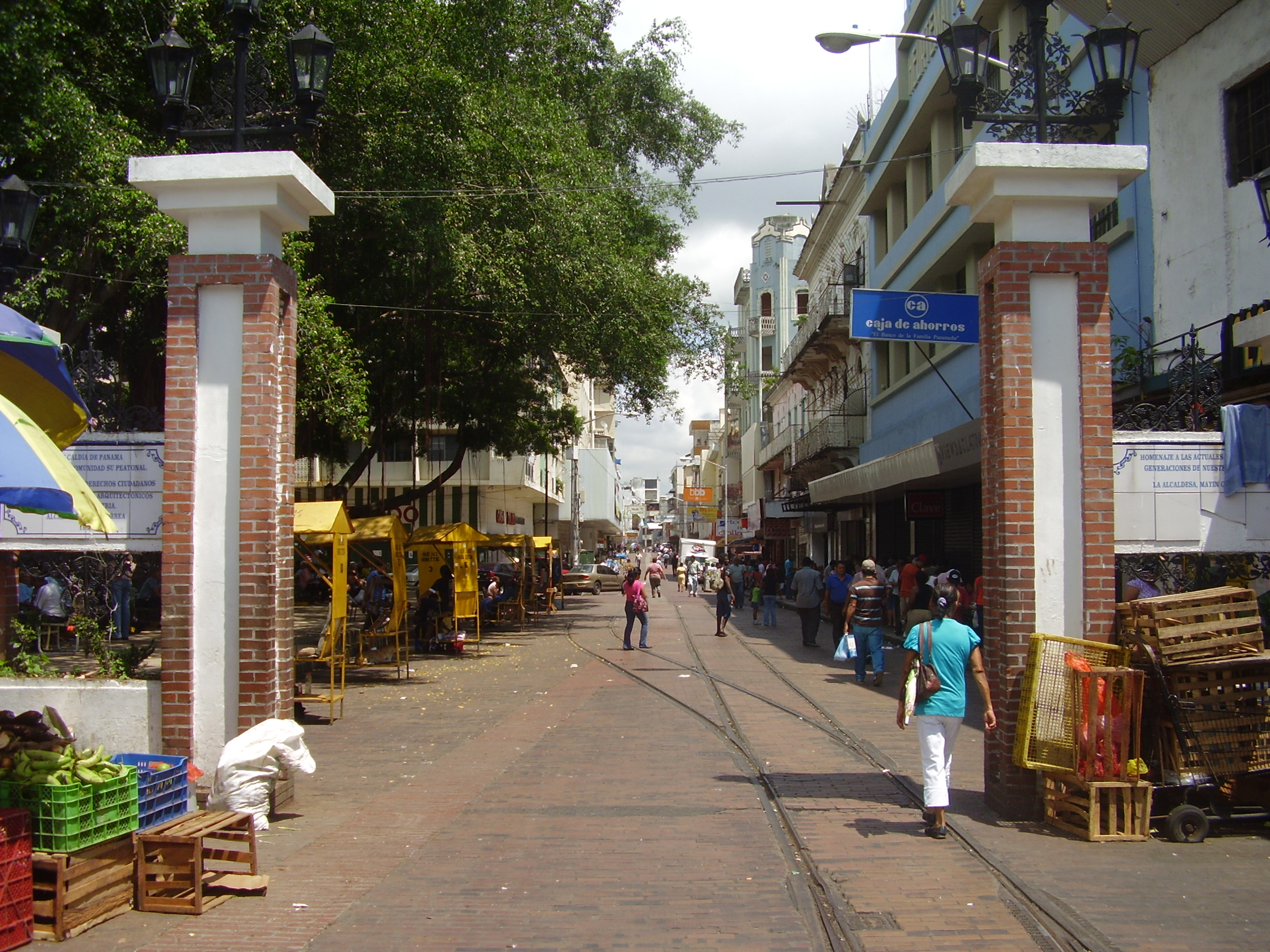
Rieles del tranvía de Panamá en la Avenida Central, frente al parque de Santa Ana. En la actualidad, no tienen ningún uso.

El tranvía de Panamá fue un sistema de tranvía eléctrico que existió en la Ciudad de Panamá desde 1893 hasta finales del siglo XIX y luego desde 1913 hasta 1941. Fue creado como un sistema de apoyo para el transporte de pasajeros en la ciudad, complementándose con el ferrocarril de Panamá que conecta las ciudades de Panamá y Colón desde 1855

## Primer tranvía
El 16 de mayo de 1889, el ministro de Obras Públicas de Colombia hizo un contrato con una empresa local para construir el primer sistema de transporte dentro de la Ciudad de Panamá, pero fracasó en completar el sistema por problemas financieros. Posteriormente, el 22 de octubre de 1892, fue cedida la obra a la empresa inglesa United Electric Tramways Company, quien la logró terminar, incluyendo la instalación de una central eléctrica. El tranvía fue inaugurado el 1 de octubre de 1893 con financiamiento inglés y usó tecnología eléctrica Siemens, teniendo como línea principal la avenida Central. Fue uno de los primeros y pocos sistemas de tranvía eléctrico desarrollados en América Latina.
El sistema lo componía de seis tranvías (dos cerrados y cuatro abiertos), de los cuales su origen fue incierto, aunque los carros cerrados eran similares al tipo estándar estadounidense. Los carros tuvieron una particularidad, poseían el colector de energía de forma triangular montado a un costado del carro y no encima, siendo un diseño único en el mundo.
No obstante, el fracaso del canal Francés y la crisis política que derivó la Guerra de los Mil Días en 1899, dieron fin al sistema de tranvía en algún momento, sin fecha precisa. Este tranvía movilizó entre 115 622 pasajeros en 1894 y 178 495 pasajeros en 1896.

## Segundo tranvía

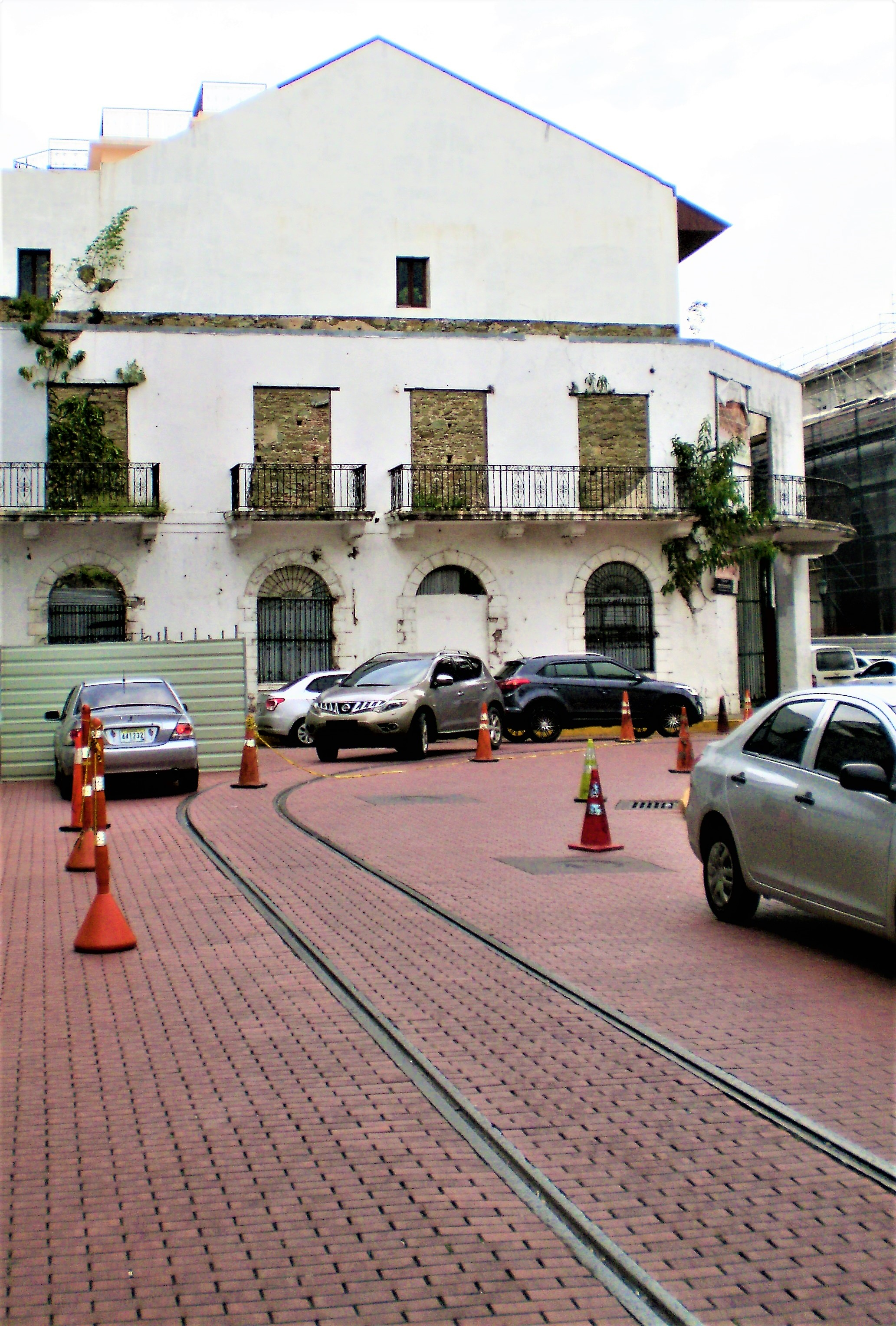
Vías del tranvía pasando frente al Palacio Municipal de Panamá.

Tras la separación de Panamá en 1903 y el reinicio de los trabajos del canal por parte de Estados Unidos en 1904, se planteó la idea de crear un nuevo sistema de tranvía urbano. El 29 de octubre de 1906 se hizo un contrato con el gobierno panameño, pero el proyecto falló y se puso a subasta. Un trabajador de la United Fruit Company creó una compañía basada en Nueva Jersey llamada Panama Tramways Company, el 9 de noviembre de 1911 y fue el encargado de hacer la nueva línea en 1912. La nueva línea de vía estrecha de 3 pies y 6 pulgadas inició sus operaciones el 1 de agosto de 1913. En 1914, la compañía fue reorganizada como la Panama Electric Company y el 27 de septiembre de 1917 fue adquirida por Electric Bond and Share Company (Ebasco), una compañía subsidiaria de General Electric.
Este nuevo sistema se desarrolló a través de la Avenida Central desde San Felipe hasta el sector de La Sabana (actual Pueblo Nuevo), teniendo ramales hacia Ancón y Balboa (en la Zona del Canal de Panamá), el Hospital Santo Tomás y Bella Vista.
El tranvía inicialmente funcionó con 22 unidades cerradas (15 fabricados por la Federal Storage Battery Co. de Nueva Jersey y siete por la J. G. Brill de Filadelfia), con controles y puertas adaptadas a la circulación por la izquierda (Panamá no adoptaría la circulación por la derecha hasta 1943). En 1920 se construyó un paso a nivel en el antiguo Puente de Calidonia, que sirvió para agilizar el tránsito entre el tranvía y el ferrocarril transístmico.
Debido al auge del transporte de buses ("chiva") y de automóviles, eventualmente el tranvía fue desmantelado y el servicio duró hasta la medianoche del 31 de mayo de 1941. El contrato entre Ebasco y el gobierno panameño fue anulado y el sistema de transporte de buses se convirtió en el reemplazo de los tranvías.